# FirstGroup
Firstgroup plc  là một tập đoàn vận tải đa quốc gia của Anh, có trụ sở tại Aberdeen, Scotland. Công ty điều hành các dịch vụ vận tải tại Vương quốc Anh, Ireland, Canada và Hoa Kỳ. Công ty này được liệt kê trên thị trường chứng khoán Luân Đôn và là một thành phần của Chỉ số FTSE 250.

## Lịch sử

### Khởi đầu

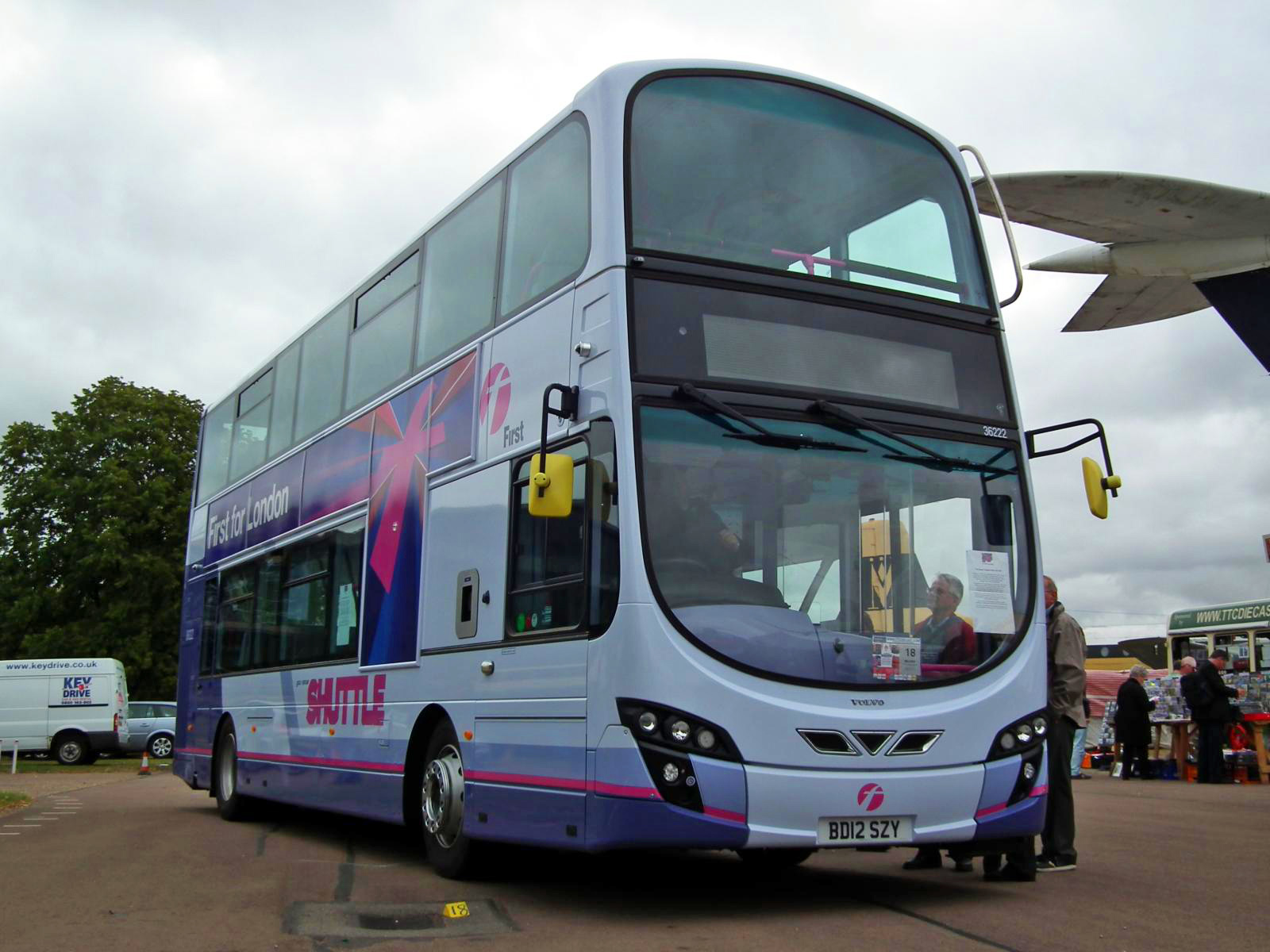
Wright Eclipse Gemini thân Volvo B9TL vào tháng 9 năm 2012

Firstgroup có nguồn gốc từ việc bãi bỏ các dịch vụ xe buýt tại Vương quốc Anh vào năm 1986, theo đó các công ty tư nhân đã mua các nhà khai thác xe buýt quốc hữu hóa và của thành phố. Vào tháng 9 năm 1986, các dịch vụ dựa trên Somerset của Bristol Omnibus Company được đổi thương hiệu vào năm 1985 khi Badgerline được mua trong một giao dịch mua quản lý. Là Badgerline Group, nó đã mở rộng thông qua việc mua lại các công ty xe buýt đã được quốc hữu hóa khác ở Anh và xứ Wales.
Vào tháng 1 năm 1989, Grampian Regional Transport, nhà điều hành xe buýt ở Aberdeen thuộc sở hữu của Hội đồng khu vực Grampian, đã được tư nhân hóa trong một vụ mua lại quản lý do tổng giám đốc lúc đó là Moir Lockhead. Là GRT Bus Group, nó đã mở rộng thông qua việc mua lại sáu công ty xe buýt đã được quốc hữu hóa ở Anh và Scotland. Vào tháng 4 năm 1995 FirstBus được thành lập thông qua việc sáp nhập Nhóm xe buýt Badgerline và GRT, với các đội tàu ở Anh, xứ Wales và Scotland. Aberdeen được chọn làm trụ sở chính. Vào thời điểm sáp nhập, FirstBus có 5.600 xe buýt, 4.000 trong số đó đến từ Badgerline. Trevor Smallwood của Badgerline trở thành chủ tịch của FirstBus, trong khi người đứng đầu GRT Moir Lockhead trở thành phó chủ tịch và giám đốc điều hành.

### Mở rộng
FirstBus tiếp tục chính sách tăng trưởng bằng cách mua lại các hoạt động thuộc sở hữu của hội đồng cũ và các công ty trước đây thuộc sở hữu của các nhà khai thác quốc hữu Anh, xứ Wales và Scotland. FirstBus tiếp tục có được các nhà khai thác đô thị lớn hơn bằng cách tận dụng việc tư nhân hóa các hoạt động xe buýt PTE và tư nhân hóa các dịch vụ xe buýt ở London. FirstBus mua lại GM Buses North ở Manchester và Strathclyde Buses ở Glasgow năm 1996, Mainline ở South Yorkshire và CentreWest ở London năm 1997 và Capital Citybus ở London vào năm 1998.

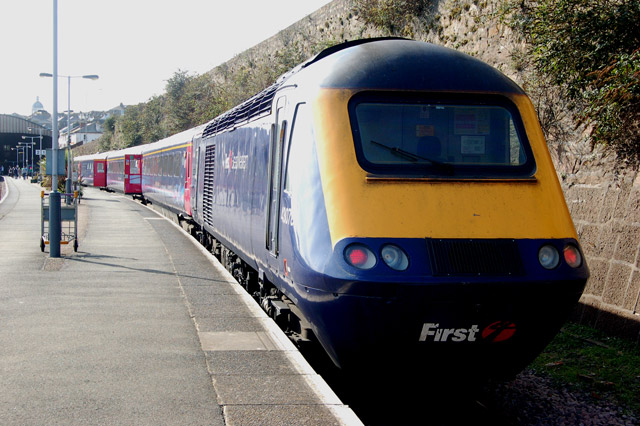
Chuyến tàu 'Tốc độ cao' đầu tiên của Great Western tại Penzance vào tháng 10 năm 2009

Công ty được đổi tên thành Firstgroup vào tháng 12 năm 1997  sau khi công ty chuyển sang đường sắt vào tháng 2 năm 1996 với việc tư nhân hóa British Rail, thông qua tỷ lệ sở hữu 24,5% tại Great Western Holdings đã giành được franchise Great Western và North Western, và 100% cổ phần trong franchise First Great Eastern, mà điều hành Great East từ tháng 1 năm 1997. Vào tháng 3 năm 1998, Firstgroup đã mua 75,5% cổ phần của Great Western Holdings, công ty này chưa sở hữu và đổi thương hiệu cho nhượng quyền thương mại First Great Western và First North Western.